# 인터넷 접속권
광대역 권리 또는 연결의 자유로도 알려져있는 인터넷 접속권은 모든 사람이 표현의 자유 및 기본적인 인권에 대한 권리를 가지고 즐기기 위해 인터넷에 접근할 수 있어야 한다는 의견이다. 특정한 주에서는 인터넷에 광범위하게 접근할 수 있도록 할 책임이 있으며, 해당 주에서는 개인의 접근을 부당하게 제한하지 않아야 한다.

## 역사

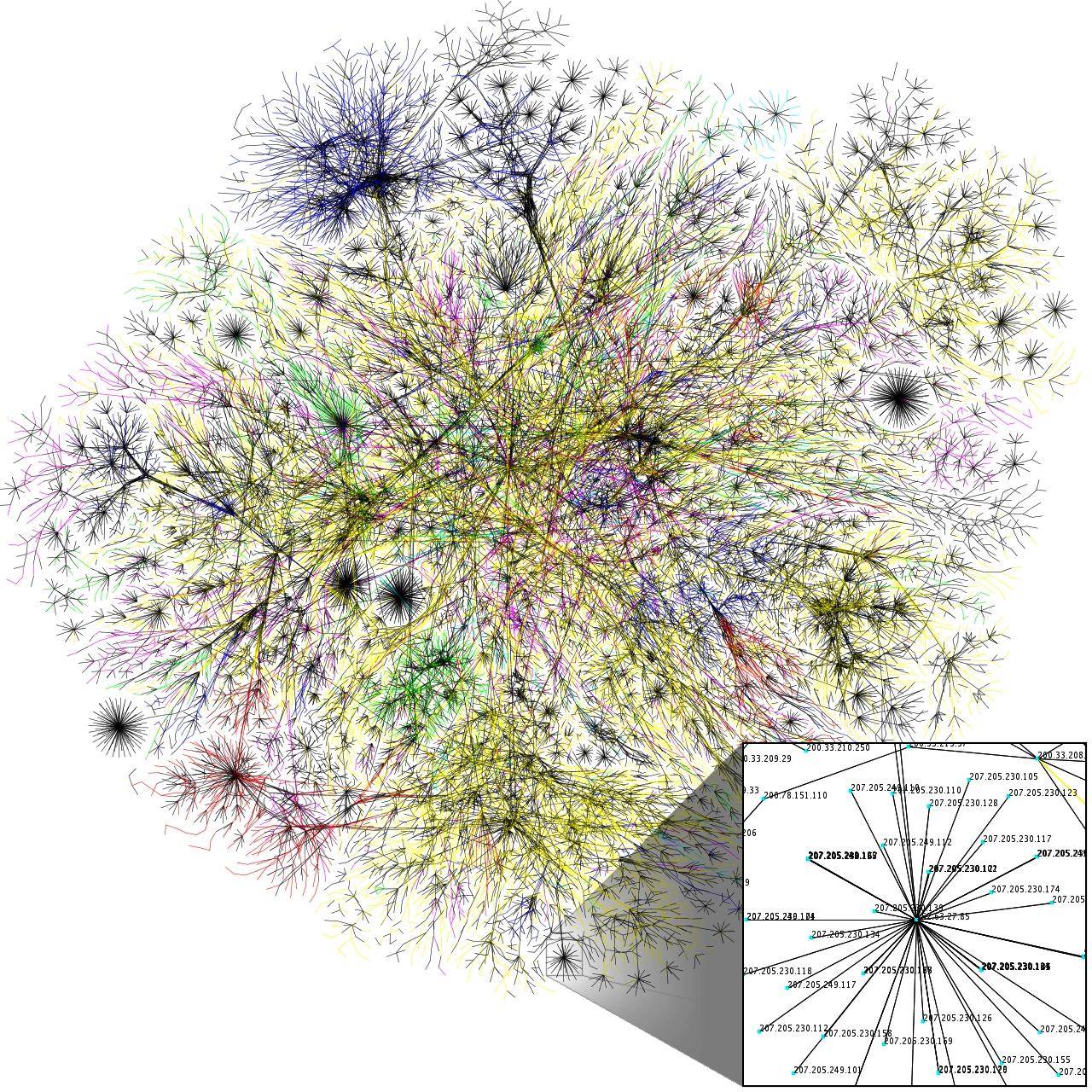
인터넷 맵 1024

2003년 12월에는 유엔의 후원으로 정보 사회 세계 정상 회의(WSIS)가 열렸다. 정부, 기업, 시민 사회 대표의 긴 협상 끝에 WSIS 원칙 선언이 채택되어 인권 유지 및 강화에 대한 정보 사회의 중요성을 재확인했다.
1. 정보 사회 세계 정상 회의의 첫 번째 단계를 위해 2003년 12월 10일부터 12일까지 제네바에서 모인 전 세계 사람들의 대표자인 우리는 사람 중심적이고 포용적이고 모든 사람이 정보와 지식을 만들고, 접근하고, 활용하고, 공유할 수 있는 국제 연합 헌장을 전적으로 존중하고 세계 인권 선언을 지지한다.
...
3. 우리는 비엔나 선언에서 언급하는 개발할 권리를 포함한 모든 인권과 기본적 자유의 보편성, 불가분성, 상호 의존성 및 상호 관계를 재확인한다. 또한 우리는 민주주의, 지속 가능한 개발, 인권과 기본적 자유에 대한 존중, 그리고 모든 수준에서 좋은 통치가 상호 의존적이며 상호 강화된다는 것을 재확인한다. 우리는 국정에서 국제법의 지배를 강화하게 하기로 결정한다.

WSIS 원칙 선언은 "정보 사회"에서 표현의 자유에 대한 권리의 중요성을 다음과 같이 구체적으로 언급한다.
4. 우리는 정보 사회의 필수 기반으로서 인권 선언 제 19조에 명시된 바와 같이 모든 사람이 언론의 자유에 대한 권리가 있음을 재확인한다. 표현의 자유에는 간섭 없이 의견을 보유하고 국경에 관계없이 모든 매체를 통해 정보와 아이디어를 찾고, 수신하고, 전달할 수 있는 자유가 포함된다. 의사소통은 기본적인 사회 과정, 인간의 기본적 욕구, 모든 사회 조직의 기초다. 또한 이것은 정보 사회의 중심이다. 모든 사람이 참여할 기회를 가져야하며 정보 사회가 제공하는 혜택에서 누구도 배제되어서는 안 된다.

### 2009–2010: BBC 세계 서비스 조사
2009년 11월 30일부터 2010년 2월 7일까지 BBC 세계 서비스 조사를 위해 26개국에서 성인 27,973명(인터넷 사용자 14,306명 포함)을 대상으로 실시한 설문 조사에 따르면 전 세계 인터넷 사용자 및 비사용자 중 거의 4/5가 인터넷 접속권이 기본권이라고 생각하였다. 그 중에서도 50%는 강하게 동의하였고, 29%는 어느정도 동의하였고, 9%는 어느정도 비동의하였고, 6%는 강하게 비동의하였으며, 6%는 의견을 보이지 않았다.

### 2011: 유엔 특별 보고관 보고서
2011년 5월에는 유엔 특별 보고관 Frank La Rue가 유엔 인권 이사회에 '모든 종류의 미디어에 대한 정보를 찾고, 수신하고, 전달할 수 있는 모든 개인의 권리에 대한 주요 동향과 과제를 탐색하는' 보고서를 제출했다. 이 보고서는 모두를 위한 인터넷 접근 보호를 포함하여 온라인 표현의 자유에 대한 권리의 증진 및 보호에 관한 88개의 권장 사항을 작성했다. 다른 권장 사항은 주에서 온라인 익명성을 존중하고, 개인 정보 보호 및 데이터 보호법을 채택하고, 명예 훼손을 비범죄화할 것을 요구한다. La Rue의 권장 사항은 다음과 같이 설명했다.
- 67. 다른 매체와 달리, 인터넷은 개인이 국경을 넘어 모든 종류의 정보와 아이디어를 즉각적이고 저렴하게 찾고, 받고, 전달할 수 있도록 한다. 인터넷은 다른 인권의 '활성화 장치'인 의견과 표현의 자유에 대해 개인의 수용을 극대화함으로써 경제, 사회 및 정치 발전을 촉진하고 인류 전체의 발전에 기여한다. 이와 관련하여 특별 보고관은 다른 특별 절차 위임 소지자가 자신의 특정 임무와 관련하여 인터넷 문제에 참여할 것을 권장한다.
- 78. 차단 및 필터링 조치가 사용자로 하여금 인터넷의 특정 콘텐츠에 접근하는 것을 거부하는 동안, 국가 또한 인터넷 접근을 완전히 차단하는 조치를 취했다. 특별 보고관은 지적 재산권 법을 위반하는 근거를 포함하여 제공된 정당성에 관계 없이 사용자의 인터넷 접속 차단이 불균형하며 따라서 시민 및 정치에 관한 국제 규약 19조 3항을 위반하는 것으로 간주한다.
- 79. 특별 보고관은 국가에 정치적 불안을 야기하는 모든 시기를 포함하여 항상 인터넷 접속이 유지되도록 한다.
- 85. 인터넷이 다양한 인권 실현, 불평등 퇴치, 개발 및 인간 발전 가속화에 없어서는 안 될 도구기 때문에 인터넷에 대한 보편적 접근을 보장하는 것이 모든 국가의 우선 순위가 되어야 한다. 따라서 각 국가는 민간 부문 및 관련 정부 부처를 포함하여 사회의 모든 부문의 개인과 협의하여 구체적이고 효과적인 정책을 개발하여 모든 인구 부문에서 인터넷을 널리 사용하고 접근할 수 있으며 저렴하게 제공할 수 있도록 해야 한다.

언론은 이 보고서에 대해 La Rue가 "인터넷은 개인이 자유와 표현에 대한 권리를 행사할 수 있는 핵심 수단이다"는 점을 강조함으로써 인터넷 접근 자체를 인권으로 선언했다고 시사했다. La Rue는 보고서에서 "국제 인권법에 규정된 매우 예외적이고 제한된 몇 가지 상황을 제외하고는 인터넷을 통한 정보 흐름에 가능한 제한이 없어야 한다"고 강조했다. La Rue는 또한 "모든 제한은 법률에 의해 제공되어야 하며 타인의 권리를 보호하기 위해 사용할 수 있는 최소한의 방해 수단과 필요함이 입증되어야 한다"고 강조했다.

### 인터넷 협회의 세계적 인터넷 사용자 설문 조사
2012년 7월과 8월에는 인터넷 협회가 20개국에서 10,000명 이상의 인터넷 사용자를 대상으로 온라인 인터뷰를 실시했다. "인터넷에 대한 접근은 기본적인 인권으로 간주되어야 한다"는 성명에 대한 응답은 다음과 같다.
- 83%는 다소 또는 강력하게 동의한다고 응답하였다.
- 14%는 다소 또는 강력하게 동의하지 않는다고 응답하였다.
- 3%는 다소 또는 모르겠다고 응답하였다.

### 2016: 유엔 결의안
2016년 여름에는, 유엔 인권 이사회가 정부의 의도적인 인터넷 접속 중단을 비난하는 구속력 없는 결의안을 발표했다. 결의안에서는 "사람들이 오프라인에서 가진 것과 동일한 권리를 온라인에서도 보호해야 한다"고 재확인했다.

## 광범위한 접근에 대한 보장과 부당한 제한 방지
여러 국가에서는 주가 인터넷 접근을 광범위하게 사용할 수 있도록 보장하고 주 정부가 개인의 정보 및 인터넷 접근을 부당하게 제한하지 못하도록 하는 법을 채택했다.
- 코스타리카: 2010년 7월 30일 코스타리카 대법원의 판결은 다음과 같다. "모호한 것에 대한 두려움 없이 정보 기술 및 통신 기술은 인간이 의사소통하는 방식에 영향을 미쳤으며 전 세계 사람과 기관 간의 연결을 촉진한다. 그리고 현재 이러한 기술에 대한 접근은 기본적 권리와 민주적 참여(전자 민주주의), 시민 통제, 교육, 사상과 표현의 자유, 정보 및 대중에 대한 접근을 촉진하는 기본 도구가 된다. 여기에는 온라인 서비스, 정부와 전자적으로 통신할 수 있는 권리, 행정적 투명성 등이 있다. 여기에는 또한 기술에 대한 기본적인 접근 권한, 특히 인터넷 또는 월드 와이드 웹에 대한 접근 권한이 포함된다.[12]
- 에스토니아: 2000년에 의회는 시골로의 접근을 확대하기 위한 대규모 프로그램을 시작했다. 정부는 인터넷이 21세기의 삶에 필수적이라고 주장한다.[13]
- 핀란드: 2010년 7월까지 핀란드의 모든 사람은 초당 1메가비트의 광대역 연결에 접근할 수 있게 되었고, 2015년에는 초당 100메가비트 연결에 접근할 수 있게 되었다.[14]
- 프랑스: 2009년 6월, 프랑스의 최고 법원인 헌법 위원회는 남용자를 추적하고 사법 없이도 할 수 있는 법률인 HADOPI법의 일부를 철폐하는 강력한 결정에서 인터넷 접근이 기본 인권이라고 선언했다. 두 번의 경고 후에도 계속 불법 자료를 다운로드 한 사용자에 대한 네트워크 차단 접근을 자동으로 차단한다.[15]
- 그리스: 그리스 헌법 제 5A조에 따르면 모든 사람은 정보 사회에 참여할 권리가 있으며 국가는 전자적으로 전송되는 정보의 생산, 교환, 확산 및 접근을 촉진해야 한다.[16]
- 인도: 2019년 9월에, 케랄라 고등법원은 인터넷에 접근할 수 있는 권리가 헌법 제 21조에 따른 개인 정보 보호 권리와 교육에 대한 기본 권리의 일부라고 판결했다.[17]
- 스페인 : 2011년부터 국가의 "유니버셜 서비스" 계약을 체결한 전 국가 독점 업체인 텔레포니카는 스페인 전역에 걸쳐 초당 1메가비트 이상의 "합리적인" 가격의 광대역을 제공해야 한다.[18][19]

## 다른 권리와의 연결

### 언론의 자유에 대한 권리
인터넷 접속권은 표현의 자유를 포괄하는 것으로 볼 수 있는 언론의 자유에 대한 권리와 밀접하게 관련이 있다. Stephanie Borg Psaila는 인터넷의 두 가지 중요한 측면인 인터넷 콘텐츠와 인터넷 인프라를 강조한다. 인프라는 대중에게 서비스를 제공하는 데에 필수적이지만 광범위한 긍정적 조치가 필요하다. 그러나 인터넷에 존재하는 콘텐츠는 제한이 거의 또는 전혀 없고 모두가 사용할 수 있어야 하는 것으로 간주된다. 콘텐츠에 대한 제한은 인권의 주요 침해, 즉, 언론의 자유에 대한 권리로 간주되었다.
인터넷의 힘은 정부의 정보 통제권 제거에 있다. 인터넷에서 모든 개인은 무엇이든 게시할 수 있으므로 시민은 정부의 공식 정보를 피할 수 있다. 이것은 통치 체제를 위협하고 위태로운 시기에 많은 인터넷 서비스를 검열하거나 금지하게 한다.
중국과 이란은 현재 세계에서 가장 큰 검열 사용자다. 두 나라는 광범위한 방화벽 시스템을 사용하여 공격적이거나 자신의 체제를 위협하는 것으로 인식되는 인터넷 정보를 차단한다. 이와 같은 국가의 시민이 인터넷을 사용하는 국가에 반대하는 것이 적발되면 시민의 자유를 박탈당하더라도 심각한 처벌을 받을 수 있다.
이와 대조적으로, 미국에서 시작된 검열은 지적 재산 보호에 더 초점을 맞추고 있다. 자신의 생각의 일부에 대한 권리가 인정되기 때문에, 불법 복제 방지법에서 부여된 광범위한 권한이 표현의 자유와 검열의 남용으로 이어질 것이라는 두려움이 널리 퍼져 있다.
인터넷의 제거 또는 검열은 언론의 자유에 대한 인권 침해로 볼 수 있다.
그러한 특별한 사건 중 하나는 이집트에서 호스니 무바라크 정부가 아랍의 봄 동안 일어난 시위를 진압하려는 시도로 2011년 시위 동안 여러 차례 인터넷을 종료한 것이다. 서비스가 단 며칠 동안 중단되었음에도 불구하고 이로 인해 이집트인들이 구급차와 같은 기본 서비스에 접근할 수 있는 능력이 저하되어 시위자의 사망자 수를 늘린 것으로 비난을 받았다. 이에 대응하여 구글과 트위터는 이집트인이 메시지를 남기는 음성 메일 서비스를 개발했으며, 이는 차례로 트위터에 게시되었다.
기본적인 인권으로서의 인터넷 접근에 관한 OSCE 보고서에서 Yaman Akdenian 교수는 표현의 자유에 대한 권리는 이를 가능하게 하는 기술을 포함하여 보편적이어야 한다고 말한다. 표현의 자유에 대한 권리와 이를 이행하는 데에 필요한 모든 매체에 대한 제한은 국제 규범을 준수하고 공익과 균형을 이룬 경우에만 허용되어야 한다. 또한, 그는 표현의 자유를 돕는 새로운 기술이 새로운 접근 방식을 필요로 할 것이라고 주장했다. 따라서 비디지털 미디어의 사용을 촉진하는 규칙은 디지털 미디어에도 적용된다고 볼 수 없다. 또한 OSCE에 제출된 논문에서도 어린이와 같은 취약한 집단이 인터넷 및 문해력 프로그램에 접근할 수 있도록 추가 조치를 취해야 한다고 언급했다.

### 개발권
개발권은 유엔 총회에서 인정하는 3세대 권리다. 이러한 권리를 확보하는 데에 있어서 인터넷의 역할은 인권학자 및 활동가들에 의해 여러 가지 방법으로 지적되어왔다. 휴대폰과 같은 기술에 대한 접근성이 증가함에 따라 개발 도상국의 경제를 개발할 수 있는 추가적인 기회를 제공하는 것으로 이미 입증되었다. 예를 들어, 인터넷에 대한 접근을 늘리면 저소득층 개인의 저축 예금과 같은 금융 서비스에 대한 접근이 활성화되고 온라인 거래가 가능해진다.
의견과 표현의 자유에 대한 권리의 증진과 보호에 관해 유엔 특별 보고관 Frank La Rue는 2011년 유엔 인권 이사회 보고서에서 "경제 발전과 다양한 인권의 향유를 촉진하는 인터넷 접속 없이 소외된 집단과 개발 도상국은 여전히 불리한 상황에 갇혀있어 국가 내부와 국가간 불평등을 영속화한다"는 것을 강조했다. La Rue의 보고서는 모든 국가의 경제 발전을 촉진하기 위해 정부가 수도 및 전기와 같은 유틸리티에 대한 접근을 보장하기 위해 조치를 취해야 하는 것처럼 정부가 인터넷 접근을 인권으로 보호하고 보편적인 접근을 보장할 수 있도록 조치해야 한다는 주장으로 이어졌다. 옹호하는 단체인 A Human Right는 2012년에 전세계 46억 명의 사람들이 인터넷에 접근할 수 없으며 인터넷 접근을 10% 만 늘리면 개발 도상국의 GDP가 1.28~2.5% 증가할 수 있을 것이라고 추정했다.

### 집회의 자유에 대한 권리
전통적으로 집회의 자유에 대한 권리는 마을 광장과 같은 물리적 공공 장소에서의 시위와 같은 평화로운 모임을 의미했지만 기술이 발전함에 따라 사람들이 만나고 상호작용하는 방식이 크게 변화하고 있다. 힐러리 로댐 클린턴 미 국무 장관은 "결국 사이버 공간은 21세기의 공공 광장"이라고 말했다. 오늘날 우리는 인터넷의 발달과 관련하여 집회의 자유에 대한 권리의 증가를 보고 있다. 온라인 청원서에 서명하는 것 또한 시위에 동의하는 것을 의미하며 인터넷은 시위 운동과 시위 조직에 유용한 도구가 되었다.
인터넷과 트위터, 페이스북과 같은 소셜 네트워크 서비스의 기여 없이는 아랍의 봄과 같은 최근의 정치적 사건이 일어날 수 없었거나 적어도 이 정도의 규모로는 일어날 수 없다는 것은 누구나 아는 사실이다. 이 매체의 역할은 시위 및 기타 운동에 대해 통신하고 대규모의 집회가 가능하도록 하는 것이었다.
인터넷 접근은 점유 운동에서도 중추적이었다. 이 운동에 참여한 언론인 집단은 인터넷 접근과 관련하여 "개방형 통신 플랫폼에 대한 접근은 인류의 진화와 생존에 매우 중요하다"고 말했다.

## 같이 보기
- 정보 격차
- 정보의 자유
- 인터넷 검열
- 오픈 액세스